# Sorin Matei
Sorin Matei (Rumania, 8 de julio de 1963) es un atleta rumano retirado especializado en la prueba de salto de altura, en la que consiguió ser subcampeón europeo en pista cubierta en 1992.

## Carrera deportiva
En el Campeonato Europeo de Atletismo en Pista Cubierta de 1992 ganó la medalla de plata en el salto de altura, con un salto por encima de 2.36 metros, tras el sueco Patrik Sjöberg (oro con 2.38 metros) y por delante del alemán Ralf Sonn.